# Кубок Хейнекен 1995/1996
Кубок Хейнекен 1995/1996 — первый розыгрыш главного клубного турнира в европейском регби. В соревновании приняли участие команды из Ирландии, Италии, Уэльса, Франции и Румынии (единственный раз). Коллективы из Англии и Шотландии получили запрет на участие от регбийных союзов своих стран.
В рамках групповой стадии клубы были разделены на четыре группы (по три в каждой). Соперники встречались друг с другом лишь однажды, причём каждая команда проводила один матч на своём стадионе и один  — на выезде. Победители групп получали право сыграть в плей-офф.

## Участники
| Ирландия (3)                               | Уэльс (3)                            | Франция (3)                    | Италия (2)             | Румыния (1) |
| ------------------------------------------ | ------------------------------------ | ------------------------------ | ---------------------- | ----------- |
| - «Ленстер Лайонз» - «Манстер» - «Ольстер» | - «Кардифф» - «Понтиприт» - «Суонси» | - «Кастр» - «Тулуза» - «Бордо» | - «Бенеттон» - «Милан» | - «Фарул»   |

## Групповой этап
Команды получали два очка за победу, ничья же награждалась одним баллом. Победители групп встретились в полуфинале.

### Группа 1
| Команда      | Игр | В | Н | П | Попытки + | Попытки - | Разница | Очки + | Очки - | Разница | Турнирные очки |
| ------------ | --- | - | - | - | --------- | --------- | ------- | ------ | ------ | ------- | -------------- |
| «Тулуза» (1) | 2   | 2 | 0 | 0 | 8         | 1         | 7       | 72     | 19     | 53      | 4              |
| «Бенеттон»   | 2   | 1 | 0 | 1 | 12        | 1         | 11      | 95     | 26     | 69      | 2              |
| «Фарул»      | 2   | 0 | 0 | 2 | 2         | 20        | −18     | 18     | 140    | −122    | 0              |

### Группа 2
| Команда       | Игр | В | Н | П | Попытки + | Попытки - | Разница | Очки + | Очки - | Разница | Турнирные очки |
| ------------- | --- | - | - | - | --------- | --------- | ------- | ------ | ------ | ------- | -------------- |
| «Кардифф» (3) | 2   | 1 | 1 | 0 | 7         | 1         | 6       | 60     | 20     | 40      | 3              |
| «Бордо»       | 2   | 1 | 1 | 0 | 6         | 3         | 3       | 43     | 30     | 13      | 3              |
| «Ольстер»     | 2   | 0 | 0 | 2 | 2         | 11        | −9      | 22     | 75     | −53     | 0              |

### Группа 3
| Команда              | Игр | В | Н | П | Попытки + | Попытки - | Разница | Очки + | Очки - | Разница | Турнирные очки |
| -------------------- | --- | - | - | - | --------- | --------- | ------- | ------ | ------ | ------- | -------------- |
| «Ленстер Лайонз» (2) | 2   | 2 | 0 | 0 | 4         | 3         | 1       | 47     | 43     | 4       | 4              |
| «Понтиприт»          | 2   | 1 | 0 | 1 | 2         | 2         | 0       | 53     | 35     | 18      | 2              |
| «Милан»              | 2   | 0 | 0 | 2 | 2         | 3         | −1      | 33     | 55     | −22     | 0              |

### Группа 4
| Команда      | Игр | В | Н | П | Попытки + | Попытки - | Разница | Очки + | Очки - | Разница | Турнирные очки |
| ------------ | --- | - | - | - | --------- | --------- | ------- | ------ | ------ | ------- | -------------- |
| «Суонси» (4) | 2   | 1 | 0 | 1 | 3         | 3         | 0       | 35     | 27     | 8       | 2              |
| «Манстер»    | 2   | 1 | 0 | 1 | 2         | 2         | 0       | 29     | 32     | −3      | 2              |
| «Кастр»      | 2   | 1 | 0 | 1 | 2         | 2         | 0       | 29     | 34     | −5      | 2              |

|  | Команды, попавшие в полуфинал |

## Жеребьёвка
| № | Команда          | Очки | Разница очков | +/− |
| - | ---------------- | ---- | ------------- | --- |
| 1 | «Тулуза»         | 4    | 8             | +53 |
| 2 | «Ленстер Лайонз» | 4    | 4             | +4  |
| 3 | «Кардифф»        | 3    | 7             | +40 |
| 4 | «Суонси»         | 2    | 3             | +8  |

## Плей-офф

### Полуфинал
| 30 декабря 1995 г. 13:30 | «Ленстер Лайонз»                    | 14 — 23 | «Кардифф»                                                           | «Лэнсдаун Роуд», Дублин Зрителей: 7 350 Судья: Брайан Кэмпсолл |
| 30 декабря 1995 г. 13:30 | Поп.: Крис Пим m Пен.: Макгоуэн (3) |         | Поп.: Холл c Тейлор 50' c Con: Дэвис (2) Pen: Дэвис Дроп: Дэвис Мур | «Лэнсдаун Роуд», Дублин Зрителей: 7 350 Судья: Брайан Кэмпсолл |

| 30 декабря 1995 г. 14:00 | «Тулуза»                                                           | 30 — 3 | «Суонси»      | «Эрнест-Валлон», Тулуза Зрителей: 10 000 Судья: Джим Флеминг |
| 30 декабря 1995 г. 14:00 | Поп.: Артигюст c Манен c штрафная c Реал.: Дило (3) Пен.: Дило (3) |        | Пен.: Уильямс | «Эрнест-Валлон», Тулуза Зрителей: 10 000 Судья: Джим Флеминг |

### Финал
Финал первого розыгрыша прошёл 6 января 1996 г. на стадионе «Кардифф Армс Парк». В решающем матче встретились хозяева арены и регбисты «Тулузы». Гости одержали победу со счётом 21-18 после дополнительного времени. «Тулуза» сумела взять инициативу, занеся две попытки в первые десять минут, однако удар Эдриана Дэвиса помог сохранить интригу. При счёте 15-12, когда основное время уже закончилось, Дэвис реализовал пенальти, обеспечив тем самым проведение овертайма. Кристоф Дило также с помощью пенальти вернул лидерство французской команде. Затем очки своей команде вновь принёс Дэвис. Наконец, Дило воспользовался очередным пенальти, и матч завершился победой «Тулузы».

#### Детали
| 6 января 1996 г. 13:30 | «Кардифф»       | 18 — 21 (ОТ) | «Тулуза»                                                            | «Кардифф Армс Парк», Кардифф Зрителей: 21 800 Судья: Дэвид Макхью |
| 6 января 1996 г. 13:30 | Пен.: Дэвис (6) | отчёт        | Поп.: Кастаньед Казальбу Реал.: Дило Пен.: Дило (2) Дроп: Кастаньед | «Кардифф Армс Парк», Кардифф Зрителей: 21 800 Судья: Дэвид Макхью |